# Rammstein Stadium Tour
Rammstein Stadium Tour bylo sedmé koncertní turné německé Neue Deutsche Härte kapely Rammstein, které začalo 27. května 2019 v německém Gelsenkirchenu a skončilo 5. srpna 2023 v belgickém Bruselu. Původně turné mělo propagovat nepojmenované album kapely z roku 2019, posléze však i album Zeit, jež vyšlo v roce 2022. Jen za rok 2019 skupině turné vyneslo přes 142 milionů dolarů.

## Pozadí
Dne 2. listopadu 2018 skupina Rammstein oznámila, že vyrazí znovu na turné, tentokrát na masivní turné po evropských stadionech. Záhy se na sociálních sítích kapely objevilo několik upoutávek, obsahující studiové úryvky z dosud nevydané písně "Ramm4", kterou skupina hrála na svých turné v letech 2016–17.
Vstupenky v předprodeji byly k dispozici od 5. listopadu 2018 a v prodeji od 7. listopadu 2018. Většina koncertů byla vyprodána během několika dní, skupina proto k několika koncertům přidala další termíny.
Turné postihla pandemie covidu-19, koncerty z roku 2020 byly odloženy nejprve na rok 2021, posléze na rok 2022.

## Setlist
2019:
1. "Hudba ke královskému ohňostroji" (Georg Friedrich Händel) (intro)
2. "Was ich liebe"
3. "Links 2-3-4"
4. "Tattoo"
5. "Sehnsucht"
6. "Zeig dich"
7. "Mein Herz brennt"
8. "Puppe"
9. "Heirate mich"
10. "Diamant"
11. "Deutschland" (Richard Z. Kruspe – remix) (mezihra)
12. "Deutschland"
13. "Radio"
14. "Mein Teil"
15. "Du hast"
16. "Sonne"
17. "Ohne dich"

Přídavek 1:
1. "Engel"
2. "Ausländer"
3. "Du riechst so gut"
4. "Ich will"

Přídavek 2:
1. "Pussy"
2. "Rammstein"
3. "Sonne" (outro – ze záznamu)

2022:
1. "Hudba ke královskému ohňostroji" (Georg Friedrich Händel) (intro)
2. "Armee der Tristen"
3. "Zick Zack"
4. "Links 2-3-4"
5. "Sehnsucht"
6. "Zeig dich"
7. "Mein Herz brennt"
8. "Puppe"
9. "Heirate mich"
10. "Zeit"
11. "Deutschland" (Richard Z. Kruspe – remix) (mezihra)
12. "Deutschland"
13. "Radio"
14. "Mein Teil"
15. "Du hast"
16. "Sonne"

Přídavek 1:
1. "Engel"
2. "Ausländer"
3. "Du riechst so gut"
4. "Pussy"

Přídavek 2:
1. "Rammstein"
2. "Ich will"
3. "Adieu"
4. "Sonne" (ze záznamu)
5. "Haifisch" (ze záznamu)
6. "Ohne dich" (outro – ze záznamu)

Odehrané písně
Herzeleid
- "Du riechst so gut"
- "Heirate mich"
- "Rammstein"

Sehnsucht
- "Sehnsucht"
- "Engel"
- "Du hast"

Mutter
- "Mein Herz brennt"
- "Links 2-3-4"
- "Sonne"
- "Ich will"

Reise, Reise
- "Mein Teil"
- "Ohne dich"

Liebe ist für alle da
- "Pussy"

Rammstein
- "Deutschland"
- "Radio"
- "Zeig dich"
- "Ausländer"
- "Sex"
- "Puppe"
- "Was ich liebe"
- "Diamant"
- "Tattoo"

Zeit'
- "Armee der Tristen"
- "Zeit"
- "Zick Zack"
- "Adieu"

## Seznam koncertů 2019-2023
| Datum                       | Město            | Stát             | Místo                           | Počet diváků     | Příjem           |
| Část I. – Evropa            | Část I. – Evropa | Část I. – Evropa | Část I. – Evropa                | Část I. – Evropa | Část I. – Evropa |
| --------------------------- | ---------------- | ---------------- | ------------------------------- | ---------------- | ---------------- |
| 27. května 2019             | Gelsenkirchen    | Německo          | Veltins-Arena                   | 104,816/104,816  | 11,606,919 $     |
| 28. května 2019             | Gelsenkirchen    | Německo          | Veltins-Arena                   | 104,816/104,816  | 11,606,919 $     |
| 1. června 2019              | Barcelona        | Španělsko        | RCDE Stadium                    | 33,825/33,825    | 3,211,067 $      |
| 5. června 2019              | Bern             | Švýcarsko        | Stadion Wankdorf                | 41,324/41,324    | 3,761,075 $      |
| 8. června 2019              | Mnichov          | Německo          | Olympiastadion                  | 121,250/121,250  | 13,607,156 $     |
| 9. června 2019              | Mnichov          | Německo          | Olympiastadion                  | 121,250/121,250  | 13,607,156 $     |
| 12. června 2019             | Drážďany         | Německo          | Rudolf-Harbig-Stadion           | 49,133/49,133    | 5,491,968 $      |
| 13. června 2019             | Drážďany         | Německo          | Rudolf-Harbig-Stadion           | 49,133/49,133    | 5,491,968 $      |
| 16. června 2019             | Rostock          | Německo          | Ostseestadion                   | 30,660/30,660    | 3,405,101 $      |
| 19. června 2019             | Kodaň            | Dánsko           | Telia Parken                    | 44,396/44,396    | 4,774,338 $      |
| 22. června 2019             | Berlín           | Německo          | Olympiastadion                  | 72,367/72,367    | 7,823,126 $      |
| 25. června 2019             | Rotterdam        | Nizozemsko       | Feijenoord Stadion              | 44,782/44,782    | 3,548,054 $      |
| 28. června 2019             | Nanterre         | Francie          | Paris La Défense Arena          | 73,223/73,223    | 6,660,269 $      |
| 29. června 2019             | Nanterre         | Francie          | Paris La Défense Arena          | 73,223/73,223    | 6,660,269 $      |
| 2. července 2019            | Hannover         | Německo          | HDI-Arena                       | 44,224/44,224    | 4,944,729 $      |
| 6. července 2019            | Milton Keynes    | Anglie           | Stadium MK                      | 31,721/31,721    | 3,499,117 $      |
| 10. července 2019           | Brusel           | Belgie           | Stade Roi Baudouin              | 43,204 / 43,204  | 3,934,182 $      |
| 13. července 2019           | Frankfurt        | Německo          | Commerzbank-Arena               | 40,976/40,976    | 4,613,467 $      |
| 16. července 2019           | Praha            | Česko            | Eden Aréna                      | 62,446/64,946    | 5,334,997 $      |
| 17. července 2019           | Praha            | Česko            | Eden Aréna                      | 62,446/64,946    | 5,334,997 $      |
| 20. července 2019           | Roeser           | Lucembursko      | Festival Ground Roeser          | 18,000/18,000    | 1,615,455 $      |
| 24. července 2019           | Chořov           | Polsko           | Stadion Śląski                  | 53,309/53,309    | 5,083,822 $      |
| 29. července 2019           | Moskva           | Rusko            | Stadion Lužniki                 | 60,626/60,626    | 6,691,854 $      |
| 2. srpna 2019               | Petrohrad        | Rusko            | Gazprom Arena                   | 55,411/55,411    | 6,150,852 $      |
| 6. srpna 2019               | Riga             | Lotyšsko         | Lucavsala                       | 40,000/40,000    | 3,584,751 $      |
| 9. srpna 2019               | Tampere          | Finsko           | Ratinan Stadion                 | 61,801/61,801    | 6,376,021 $      |
| 10. srpna 2019              | Tampere          | Finsko           | Ratinan Stadion                 | 61,801/61,801    | 6,376,021 $      |
| 14. srpna 2019              | Stockholm        | Švédsko          | Olympiastadion                  | 31,432/31,432    | 2,658,411 $      |
| 18. srpna 2019              | Oslo             | Norsko           | Ullevaal Stadion                | 30,250/30,250    | 2,728,104 $      |
| 22. srpna 2019              | Vídeň            | Rakousko         | Ernst-Happel-Stadion            | 104,000/104,000  | 10,154,465 $     |
| 23. srpna 2019              | Vídeň            | Rakousko         | Ernst-Happel-Stadion            | 104,000/104,000  | 10,154,465 $     |
| Část II. – Evropa           |                  |                  |                                 |                  |                  |
| 15. května 2022             | Praha            | Česko            | Letiště Letňany                 | 110,000/110,000  | $8.174.425       |
| 16. května 2022             | Praha            | Česko            | Letiště Letňany                 | 110,000/110,000  | $8.174.425       |
| 20. května 2022             | Lipsko           | Německo          | Red Bull Arena                  | 94,446/94,446    | $10.559.181      |
| 21. května 2022             | Lipsko           | Německo          | Red Bull Arena                  | 94,446/94,446    | $10.559.181      |
| 25. května 2022             | Klagenfurt       | Rakousko         | Wörthersee Stadion              | 67,535/67,535    | $6.594.056       |
| 26. května 2022             | Klagenfurt       | Rakousko         | Wörthersee Stadion              | 67,535/67,535    | $6.594.056       |
| 30. května 2022             | Curych           | Švýcarsko        | Stadion Letzigrund              | 93,061/93,061    | $13,813,525      |
| 31. května 2022             | Curych           | Švýcarsko        | Stadion Letzigrund              | 93,061/93,061    | $13,813,525      |
| 4. června 2022              | Berlín           | Německo          | Olympiastadion                  | 136,904/136,904  | $15.302.798      |
| 5. června 2022              | Berlín           | Německo          | Olympiastadion                  | 136,904/136,904  | $15.302.798      |
| 10. června 2022             | Stuttgart        | Německo          | Cannstatter Wasen               | 93,044/93,044    | $10.400.233      |
| 11. června 2022             | Stuttgart        | Německo          | Cannstatter Wasen               | 93,044/93,044    | $10.400.233      |
| 14. června 2022             | Hamburk          | Německo          | Volksparkstadion                | 87,720/87,720    | $9.805.129       |
| 15. června 2022             | Hamburk          | Německo          | Volksparkstadion                | 87,720/87,720    | $9.805.129       |
| 18. června 2022             | Düsseldorf       | Německo          | Merkur Spiel-Arena              | 98,368/98,368    | $9.989.339       |
| 19. června 2022             | Düsseldorf       | Německo          | Merkur Spiel-Arena              | 98,368/98,368    | $9.989.339       |
| 22. června 2022             | Aarhus           | Dánsko           | Ceres Park                      | 42,500/42,500    | $4.750.547       |
| 26. června 2022             | Coventry         | Anglie           | Coventry Building Society Arena | 40,498/40,498    | $4.467.301       |
| 30. června 2022             | Cardiff          | Wales            | Millennium Stadium              | 61,426/61,426    | $6.775.851       |
| 4. července 2022            | Nijmegen         | Nizozemsko       | Goffertpark                     | 130,000/130,000  | $11.060.290      |
| 5. července 2022            | Nijmegen         | Nizozemsko       | Goffertpark                     | 130,000/130,000  | $11.060.290      |
| 8. července 2022            | Lyon             | Francie          | Parc Olympique Lyonnais         | 103,870/103,870  | $11.457.813      |
| 9. července 2022            | Lyon             | Francie          | Parc Olympique Lyonnais         | 103,870/103,870  | $11.457.813      |
| 12. července 2022           | Turín            | Itálie           | Stadio Olimpico Grande Torino   | 38,430/38,430    | $4.239.181       |
| 16. července 2022           | Varšava          | Polsko           | Stadion Narodowy                | 53,877/53,877    | $6.022.241       |
| 20. července 2022           | Tallinn          | Estonsko         | Song Festival Grounds           | 80,000/80,000    | $8.824.734       |
| 24. července 2022           | Oslo             | Norsko           | Bjerke Travbane                 | 60,000/60,000    | $5.858.345       |
| 28. července 2022           | Göteborg         | Švédsko          | Ullevi                          | 163,567/180,000  | $18.283.124      |
| 29. července 2022           | Göteborg         | Švédsko          | Ullevi                          | 163,567/180,000  | $18.283.124      |
| 30. července 2022           | Göteborg         | Švédsko          | Ullevi                          | 163,567/180,000  | $18.283.124      |
| 3. srpna 2022               | Ostende          | Belgie           | Park De Nieuwe Koers            | 93,676/93,676    | $7.971.868       |
| 4. srpna 2022               | Ostende          | Belgie           | Park De Nieuwe Koers            | 93,676/93,676    | $7.971.868       |
| Část III. – Severní Amerika |                  |                  |                                 |                  |                  |
| 21. srpna 2022              | Montréal         | Kanada           | Parc Jean-Drapeau               | 44,045/50,000    | $8.435.058       |
| 27. srpna 2022              | Minneapolis      | Spojené státy    | U.S. Bank Stadium               | 36,078/36,078    | $6.909.298       |
| 31. srpna 2022              | Filadelfie       | Spojené státy    | Lincoln Financial Field         | 51,115/51,115    | $9.789.034       |
| 3. září 2022                | Chicago          | Spojené státy    | Soldier Field                   | 47,263/48,000    | $9.051.337       |
| 6. září 2022                | East Rutherford  | Spojené státy    | MetLife Stadium                 | 49,287/49,287    | $9.438.953       |
| 9. září 2022                | Foxborough       | Spojené státy    | Gillette Stadium                | 36,230/36,230    | $6.938.408       |
| 17. září 2022               | San Antonio      | Spojené státy    | Alamodome                       | 38,490/38,490    | $7.371.221       |
| 23. září 2022               | Los Angeles      | Spojené státy    | Los Angeles Memorial Coliseum   | 110,000/110,000  | —                |
| 24. září 2022               | Los Angeles      | Spojené státy    | Los Angeles Memorial Coliseum   | 110,000/110,000  | —                |
| 1. října 2022               | Mexico City      | Mexiko           | Foro Sol                        | 193,900/193,900  | $12.465.446      |
| 2. října 2022               | Mexico City      | Mexiko           | Foro Sol                        | 193,900/193,900  | $12.465.446      |
| 4. října 2022               | Mexico City      | Mexiko           | Foro Sol                        | 193,900/193,900  | $12.465.446      |
| Část IV. – Evropa           |                  |                  |                                 |                  |                  |
| 22. května 2023             | Vilnius          | Litva            | Vingis Park                     | —                | —                |
| 27. května 2023             | Helsinky         | Finsko           | Olympiastadion                  | 80,000/80,000    | —                |
| 28. května 2023             | Helsinky         | Finsko           | Olympiastadion                  | 80,000/80,000    | —                |
| 2. června 2023              | Odense           | Dánsko           | Dyrskueplads                    | 90,000/90,000    | —                |
| 3. června 2023              | Odense           | Dánsko           | Dyrskueplads                    | 90,000/90,000    | —                |
| 7. června 2023              | Mnichov          | Německo          | Olympiastadion                  | 240,000/240,000  | —                |
| 8. června 2023              | Mnichov          | Německo          | Olympiastadion                  | 240,000/240,000  | —                |
| 10. června 2023             | Mnichov          | Německo          | Olympiastadion                  | 240,000/240,000  | —                |
| 11. června 2023             | Mnichov          | Německo          | Olympiastadion                  | 240,000/240,000  | —                |
| 14. června 2023             | Trenčín          | Slovensko        | Letiště Trenčín                 | 45,000/45,000    | —                |
| 17. června 2023             | Bern             | Švýcarsko        | Stadion Wankdorf                | —                | —                |
| 18. června 2023             | Bern             | Švýcarsko        | Stadion Wankdorf                | —                | —                |
| 23. června 2023             | Madrid           | Španělsko        | Wanda Metropolitano             | —                | —                |
| 26. června 2023             | Lisabon          | Portugalsko      | Estadio da Luz                  | —                | —                |
| 1. července 2023            | Padova           | Itálie           | Stadio Euganeo                  | 44,000/44,000    | —                |
| 6. července 2023            | Groningen        | Nizozemsko       | Stadspark                       | 110,000/110,000  | —                |
| 7. července 2023            | Groningen        | Nizozemsko       | Stadspark                       | 110,000/110,000  | —                |
| 11. července 2023           | Budapešť         | Maďarsko         | Puskás Aréna                    | —                | —                |
| 12. července 2023           | Budapešť         | Maďarsko         | Puskás Aréna                    | —                | —                |
| 15. července 2023           | Berlín           | Německo          | Olympiastadion                  | —                | —                |
| 16. července 2023           | Berlín           | Německo          | Olympiastadion                  | —                | —                |
| 18. července 2023           | Berlín           | Německo          | Olympiastadion                  | —                | —                |
| 22. července 2023           | Paříž            | Francie          | Stade de France                 | —                | —                |
| 26. července 2023           | Vídeň            | Rakousko         | Ernst-Happel-Stadion            | —                | —                |
| 27. července 2023           | Vídeň            | Rakousko         | Ernst-Happel-Stadion            | —                | —                |
| 30. července 2023           | Chořov           | Polsko           | Stadion Śląski                  | —                | —                |
| 31. července 2023           | Chořov           | Polsko           | Stadion Śląski                  | —                | —                |
| 2. srpna 2023               | Brusel           | Belgie           | Stade Roi Baudouin              | —                | —                |
| 4. srpna 2023               | Brusel           | Belgie           | Stade Roi Baudouin              | —                | —                |
| 5. srpna 2023               | Brusel           | Belgie           | Stade Roi Baudouin              | —                | —                |

## Seznam koncertů 2024
| Datum             | Město                    | Stát             | Místo                         | Počet diváků                 | Příjem           |
| Část V. – Evropa  | Část V. – Evropa         | Část V. – Evropa | Část V. – Evropa              | Část V. – Evropa             | Část V. – Evropa |
| ----------------- | ------------------------ | ---------------- | ----------------------------- | ---------------------------- | ---------------- |
| 11. květen 2024   | Praha                    | Česko            | Letiště Letňany               | 120,000/120,000              | —                |
| 12. květen 2024   | Praha                    | Česko            | Letiště Letňany               | 120,000/120,000              | —                |
| 15. květen 2024   | Drážďany                 | Německo          | Rinne Dresden                 | —                            | —                |
| 16. květen 2024   | Drážďany                 | Německo          | Rinne Dresden                 | —                            | —                |
| 18. květen 2024   | Drážďany                 | Německo          | Rinne Dresden                 | —                            | —                |
| 19. květen 2024   | Drážďany                 | Německo          | Rinne Dresden                 | —                            | —                |
| 24. květen 2024   | Bělehrad                 | Srbsko           | Ušće Park                     | —                            | —                |
| 30. květen 2024   | Athény                   | Řecko            | Olympijský stadion (Athény)   | —                            | —                |
| 5. června 2024    | San Sebastián            | Španělsko        | Estadio Anoeta                | —                            | —                |
| 8. června 2024    | Marseille                | Francie          | Orange Vélodrome              | —                            | —                |
| 11. června 2024   | Barcelona                | Španělsko        | Estadi Olímpic Lluís Companys | —                            | —                |
| 15. června 2024   | Lyon                     | Francie          | Parc Olympique Lyonnais       | —                            | —                |
| 18. června 2024   | Nijmegen                 | Nizozemsko       | Goffertpark                   | —                            | —                |
| 19. června 2024   | Nijmegen                 | Nizozemsko       | Goffertpark                   | —                            | —                |
| 23. června 2024   | Dublin                   | Irsko            | RDS Arena                     | —                            | —                |
| 27. června 2024   | Ostende                  | Belgie           | Park Niewue Koers             | —                            | —                |
| 28. června 2024   | Ostende                  | Belgie           | Park Niewue Koers             | —                            | —                |
| 5. července 2024  | Kodaň                    | Dánsko           | Valbyparken                   | —                            | —                |
| 11. července 2024 | Frankfurt nad Mohanem    | Německo          | Deutsche Bank Park            | —                            | —                |
| 12. července 2024 | Frankfurt nad Mohanem    | Německo          | Deutsche Bank Park            | —                            | —                |
| 17. července 2024 | Klagenfurt am Wörthersee | Rakousko         | Hypo-Arena                    | —                            | —                |
| 18. července 2024 | Klagenfurt am Wörthersee | Rakousko         | Hypo-Arena                    | —                            | —                |
| 21. července 2024 | Reggio Emilia            | Itálie           | RCF Arena                     | —                            | —                |
| 26. července 2024 | Gelsenkirchen            | Německo          | Veltins-Arena                 | —                            | —                |
| 27. července 2024 | Gelsenkirchen            | Německo          | Veltins-Arena                 | —                            | —                |
| 29. července 2024 | Gelsenkirchen            | Německo          | Veltins-Arena                 | —                            | —                |
| 30. července 2024 | Gelsenkirchen            | Německo          | Veltins-Arena                 | —                            | —                |
| 31. července 2024 | Gelsenkirchen            | Německo          | Veltins-Arena                 | —                            | —                |
| CELKEM            | CELKEM                   | CELKEM           | CELKEM                        | 3,229,543/3,256,372 (99.2 %) | $364.286.062     |

Zrušené koncerty
| Datum           | Město    | Stát          | Místo                       | Důvod                     |
| --------------- | -------- | ------------- | --------------------------- | ------------------------- |
| 27. srpna 2020  | Landover | Spojené státy | FedExField                  | problematika přeplánování |
| 12. června 2021 | Belfast  | Severní Irsko | Boucher Road Playing Fields | neznámý                   |